# Mary Wimbush
Mary Wimbush (Kenton, 19 marzo 1924 – Birmingham, 31 ottobre 2005) è stata un'attrice inglese, che lavorò per circa 60 anni.

## Biografia
Iniziò a recitare nelle radio, e la sua prima apparizione fu per la BBC nel 1945. Piano piano la sua carriera radiofonica di attrice continuava a crescere e dopo periodi di gavetta recitò anche Shakespeare. Concluse quest'ambito della sua carriera, parallela a quella di cinema e televisione, nel 2004, quando recitò Euriclea in un adattamento radiofonico dell'Odissea.
Nel 1959 recitò in radio accanto a Richard Attenborough e quando quest'ultimo fece il suo primo film da regista si ricordò di lei e la scritturò per interpretare Oh, che bella guerra!, grazie al quale ricevette la sua prima e unica candidatura ai BAFTA come migliore attrice non protagonista al suo debutto cinematografico. Apparse successivamente in altri film di poco rilievo.
Ebbe una lunghissima carriera televisiva, lavorando in varie serie televisive spaziando dal 1970 al 2004. Resta proverbiale la sua interpretazione di Prudie in Poldark. In teatro non fu prolifica quanto in televisione e nel cinema, recitò opere importanti solo negli anni della giovinezza. Il 31 ottobre 2005 morì presso gli studi Mailbox di Birmingham della BBC dopo aver registrato un'abituale puntata di The Archers, soap-opera radiofonica a cui prendeva parte dal 1992.

## Filmografia parziale

### Cinema
- Frammenti di paura (Fragment of Fear), regia di Richard C. Sarafian (1970)
- La regina dei vampiri (Vampire Circus), regia di Robert Young (1972)

### Televisione
- Poldark – serie TV, 22 episodi (1975-1977)
- L'ispettore Barnaby (Midsomer Murders) – serie TV, episodio 3x02 (2000)